# Gutau
Gutau ist eine Marktgemeinde in Oberösterreich im Bezirk Freistadt im Mühlviertel mit 2765 Einwohnern (Stand 1. Jänner 2024).

## Geografie

### Geografische Lage
Gutau liegt auf um die 590 m Höhe im Mühlviertel. Die Ausdehnung beträgt von Nord nach Süd 12,6 und von West nach Ost 7,1 Kilometer. Die Gemeinde hat eine Fläche von 45,44 Quadratkilometer. Davon sind 44 Prozent bewaldet und 50 Prozent werden landwirtschaftlich genutzt.
Zu den Erhebungen in der Gemeinde zählen der Höllberg (784 m ü. A.), der Guttenbrunner Berg (719 m ü. A.), die Wimmerhöhe (708 m ü. A.) und der Boblberg (674 m ü. A.). Fließgewässer an den Gemeindegrenzen sind der Bösenbach an der Grenze zu St. Oswald bei Freistadt, der Stampfenbach an der Grenze zu St. Leonhard bei Freistadt, die Waldaist an der Grenze zu Schönau im Mühlkreis, Bad Zell und Tragwein, der Reichensteinbach an der Grenze zu Pregarten, der Saselgrabenbach an der Grenze zu Kefermarkt sowie der Flanitzbach an der Grenze zu Lasberg und St. Oswald bei Freistadt. Rechte Nebenbäche des Stampfenbachs in Gutau sind der Schnablinger Bach mit seinem Zubringer 	Klausbach, der Nußbaumer Bach und der Rielerbach. Rechte Nebenbäche der Waldaist in Gutau sind der Kleine Falbensteingraben, der Große Falbensteingraben, der Pesenberggraben, der Marreithgraben, der Hoferhäusergraben, der Klammbach mit seinen Zubringern Zierbach, Tannbach, Gutauer Bach und Bach von Wenigeder, der Schafgraben, der Hundsdorfgraben, der Dungedergraben, der Berggraben, der Brunngraben, die Gutenbrunnerleithengräben sowie der Ruckdorfgraben. Außerdem fließt der Dambach teilweise durch Gutau. Es gibt keine bedeutenden stehenden Gewässer in der Gemeinde.

### Gemeindegliederung
Das Gemeindegebiet umfasst folgende 17 Ortschaften (in Klammern Einwohnerzahl Stand 1. Jänner 2024):
- Erdmannsdorf (289) samt Gsteinet (teilweise) und Kriegl
- Fürling (109) samt Fürling-Schule und Pühringer-Häuser
- Gaisruckdorf (23)
- Gutau (1172)
- Guttenbrunn (53)
- Hundsdorf (135)
- Lehen (314) samt Falbenstein, Riedlhammer und Schwanzlau
- March (47)
- Marreith (130)
- Neustadt (83) samt Gsteinet (teilweise)
- Nußbaum (50)
- Reichenstein (25)
- Schallhof (35)
- Schnabling (23)
- Schöferhof (113)
- Stampfendorf (16)
- Tannbach (148) samt Au und Edt

Die Gemeinde besteht aus den Katastralgemeinden Erdmannsdorf, Gutau und Hundsdorf.
Die Gemeinde liegt im Gerichtsbezirk Freistadt.

### Nachbargemeinden
| Lasberg    | St. Oswald                                  | St. Leonhard |
| Kefermarkt | Kompassrose, die auf Nachbargemeinden zeigt | Schönau      |
| Pregarten  | Tragwein                                    | Bad Zell     |

## Geschichte
Im Ortsgebiet befindet sich der um das Jahr 1010 errichtete Burgstall Stampfegg. Gutau wurde in einer ins Jahr 1122 datierten Weihenotiz der Kirche erstmals schriftlich genannt. Der Ort entwickelte sich aus einer kleinen Siedlung, wie aus der Häuseransammlung zu erkennen ist. Somit wurde der Ort bereits vor der ersten Erwähnung besiedelt, vermutlich um die 100 Jahre vorher. Der Name Gutau bedeutet aus dem Mittelhochdeutschen „Gutes Auland“, womit auf eine günstige und ergiebige Landwirtschaft geschlossen werden kann. Im 15. Jahrhundert besaß der Gutauer Pfarrer Stephan Lamp bis 1424 das Amt eines Inquisitors. Seit 1490 wird Gutau dem Fürstentum Österreich ob der Enns zugerechnet.
Der erste namentlich bekannte Marktrichter ist Mathias Stiefler (1639–1641). Eine Abschrift der Marktgerechtigkeit ist erhalten. Der große Marktbrand im Jahr 1733 zog auch die Kirche schwer in Mitleidenschaft.
Untertanenmäßig gehörte Gutau Markt zur Herrschaft Freistadt. Die einzelnen Häuser im Markt und in der Pfarre Gutau unterstanden verschiedenen Herrschaften, vor allem der Herrschaft Haus. Daneben sind Schloss Weinberg, Schloss Freistadt, die Stadt Freistadt, Schloss Hagenberg, Schloss Traun, Stift Waldhausen, das Kloster Pulgarn und Schloss Zellhof anzuführen.
Während der Napoleonischen Kriege war der Ort mehrfach besetzt. Seit 1918 gehört Gutau zum Bundesland Oberösterreich. Durch ein Gesetz des Landes Oberösterreich vom 27. Oktober 1937 mit Wirksamkeit ab 1. Jänner 1938 wurde die Selbstständigkeit der Ortsgemeinden Gutau, Erdmannsdorf und Hundsdorf beendet und diese zur neuen Marktgemeinde Gutau vereinigt. Nach dem Anschluss Österreichs an das Deutsche Reich am 13. März 1938 gehörte der Ort zum Gau Oberdonau. Nach 1945 lag Gutau in der sowjetischen Besatzungszone. Seit 1955 erfolgt ein Aus- und Neubau der Infrastruktur.

## Bevölkerung

### Herkunft und Sprache
Der deutsche Dialekt, der im Raum Gutau sowie in Oberösterreich allgemein gesprochen wird, ist das Mittelbairische. 98,1 % der Gutauer gaben 2001 Deutsch als Umgangssprache an. Weitere 0,1 % sprachen hauptsächlich türkisch, 0,5 % bosnisch, der Rest sprach andere Sprachen.
Der Anteil der Gutauer mit ausländischer Staatsbürgerschaft lag 2001 mit 1,5 % weit unter dem Durchschnitt Oberösterreichs. Dabei hatten 0,5 % der Gutauer Bevölkerung eine Staatsbürgerschaft aus Bosnien-Herzegowina, 0,6 % eine aus Deutschland und 0,4 % entfielen auf sonstige Staatsbürger. Insgesamt waren 2001 etwa 3 % der Gutauer in einem anderen Land als in Österreich geboren.

## Kultur und Sehenswürdigkeiten

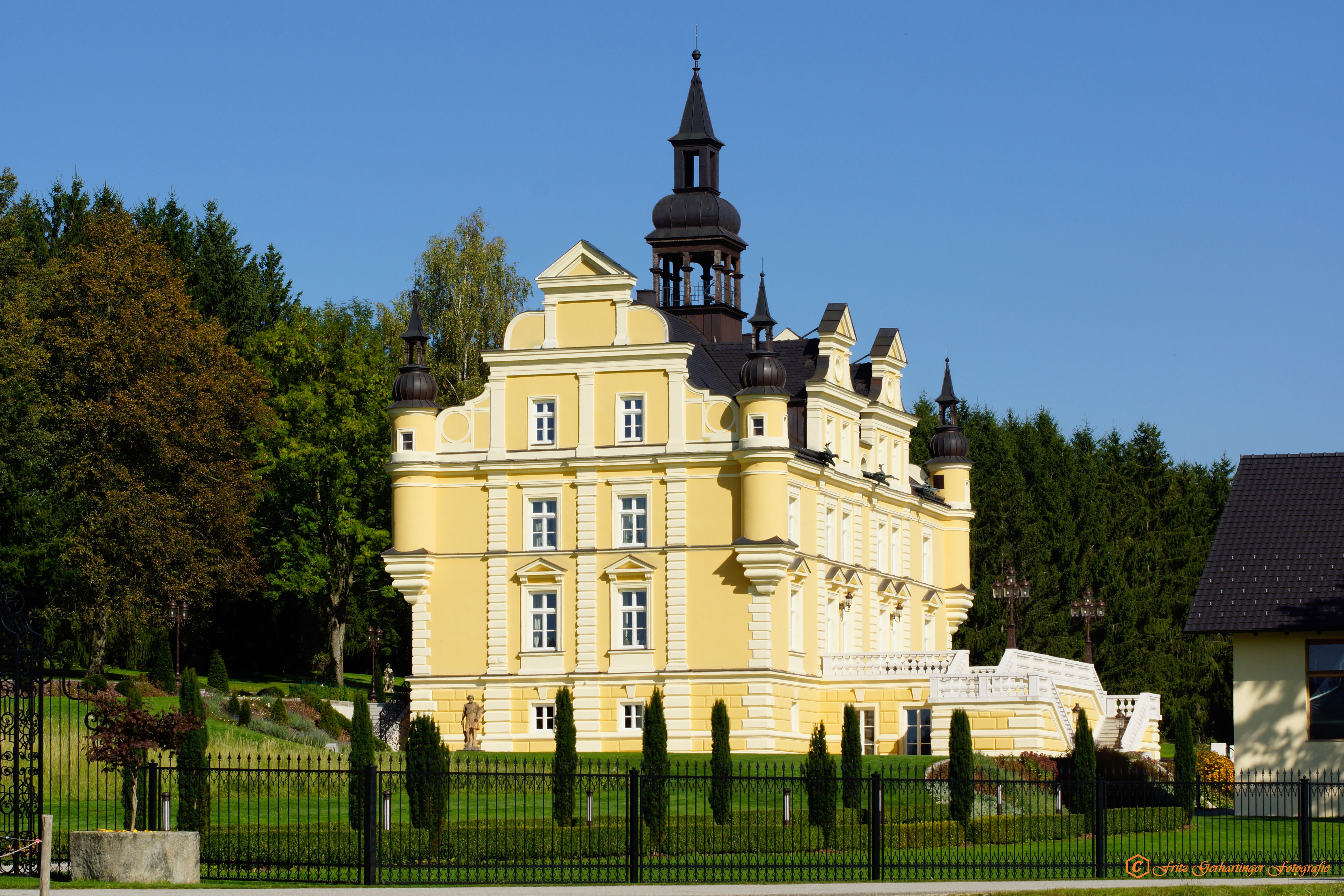
Schloss Tannbach

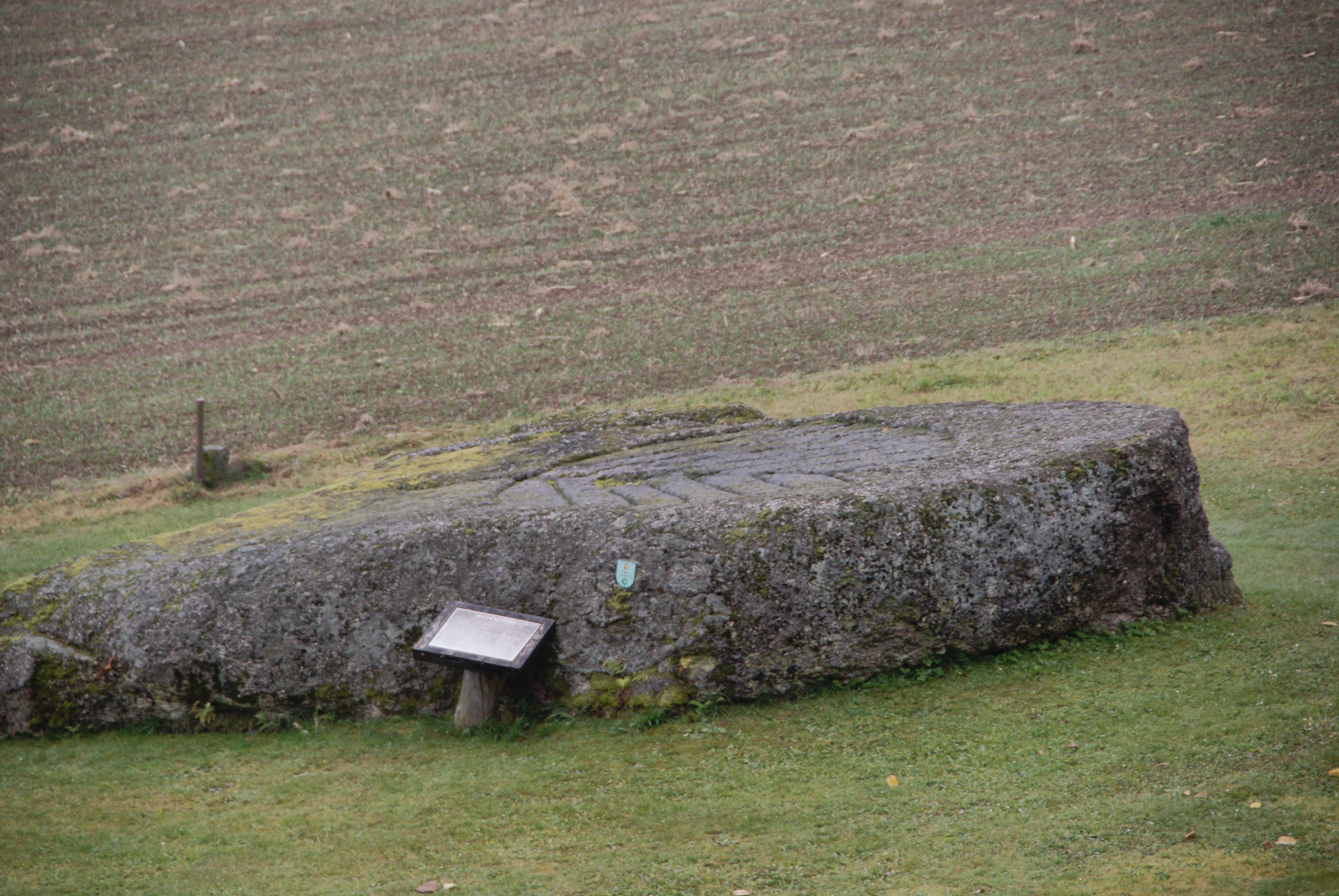
Pechölstein von Hundsberg

- Katholische Pfarrkirche Gutau hl. Aegidius
- Schloss Tannbach: Ein Schloss in Privatbesitz mit ansehnlichem Gutsbetrieb und Wirtschaftshof
- Hammerschmiede Riedlhammer im Tal der Waldaist
- mehrere Pechölsteine, die unter Denkmalschutz stehen oder als Naturdenkmäler geführt werden, siehe Pechölbrennen im östlichen Mühlviertel
- Vogelkundeweg: Wanderweg mit einem Schauraum über die heimische Vogelwelt, weiters sind am Rande des Wanderweges Schaukästen aufgestellt, welche verschiedenste heimische Vögel zeigen. Die Exponate geben per Knopfdruck ihren speziellen Vogelgesang zum Besten.

### Museum und Zeugfärberei
Mit dem Färbermuseum Gutau beherbergt die Gemeinde das einzige dem Färberwesen gewidmete Museum in Österreich. Das Museum zeigt, wie der Blaudruck hergestellt wurde, der seit 2018 auf der Liste des immateriellen Kulturerbes der Menschheit der UNESCO zu finden ist. Außerdem wird erläutert, wie nach einer populären, in der Sprachwissenschaft allerdings nicht geteilten Vorstellung aus einer vermuteten Untätigkeit der Blaufärber während des Trocknungsvorgangs der umgangssprachliche Ausdruck „blau machen“ („seiner Arbeit nicht nachgehen, der Arbeit oder Schule ohne triftigen Grund fernbleiben“) entstanden sein soll.
Gegenüber dem Färbermuseum wurde, mit INTEREG-Mitteln gefördert, eine Zeugfärberei mit zwei Indigo-Küpen eingerichtet, in der verschiedene Reservedruckverfahren angewendet werden. Das Reservemittel, der eigens in der Zeugfärberei entwickelte Papp wird im Sieb- oder Schablonendruckverfahren oder mit Musterwalzen auf den Stoff gebracht. Darüber hinaus arbeitet die Zeugfärberei mit verschiedenen traditionellen Färbetechniken, wie der Wachsbatik, Shibori oder Cyanotypie.

### Naturdenkmäler
Das Tal der Waldaist gehört zum 3838 Hektar großen Europaschutzgebiet Waldaist-Naarn. Als Naturdenkmale ausgewiesen sind eine Eibe (Taxus baccata) etwa zwanzig Meter östlich des Bauernhauses Lehen 27 sowie zwei Pechölsteine, der große Pechölstein etwa 200 Meter südlich des Hofs Hundsdorf 9 und der kleinere Rosnerstein etwa 20 Kilometer südlich des Hofs Brandmayr mit der Adresse Hundsdorf 17.

### Regelmäßige Veranstaltungen
Jeden ersten Sonntag im Mai findet in Gutau der Färbermarkt statt, der regelmäßig von mehreren tausend Besuchern frequentiert wird.

## Wirtschaft und Infrastruktur

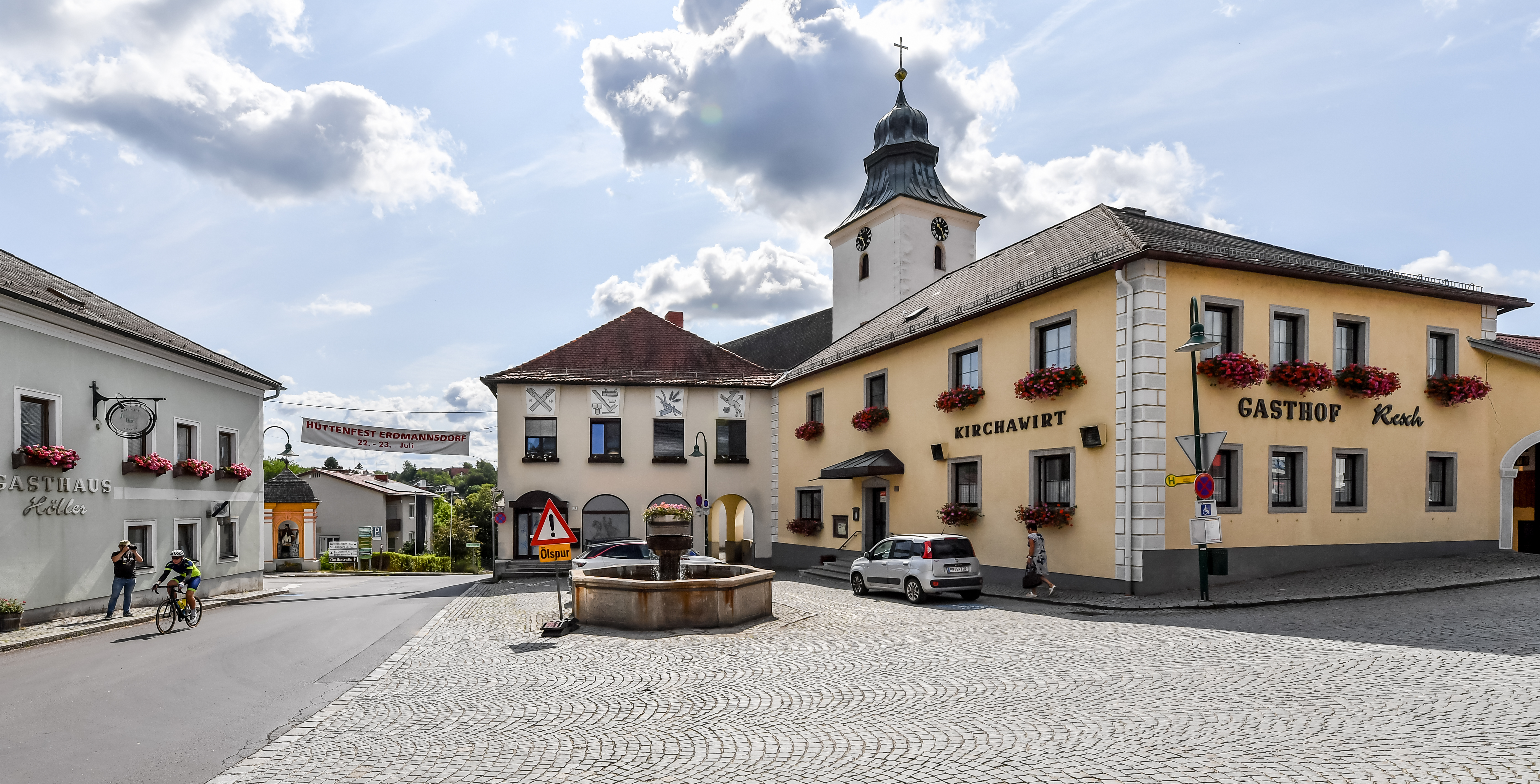
Marktplatz im Ortszentrum

### Verkehr
Durch den Gemeindehauptort führen die Landesstraßen Gutauer Straße (L1472), Kefermarkter Straße (L1474) und Maria-Bründl-Straße (L1478). Im Ortsteil Fürling-Schule endet die Landesstraße Punkenhofer Straße (L1473). An der östlichen und südlichen Gemeindegrenze verläuft die Landesstraße Aisttalstraße (L1415). Im Regionalbusverkehr bestehen Verbindungen nach Freistadt, Linz, St. Leonhard bei Freistadt und Weitersfelden.

### Öffentliche Einrichtungen und Bildung
Gutau verfügt über einen Kindergarten und eine Volksschule. Die Neue Mittelschule ergänzt zusammen mit der Volkshochschule und dem Katholischen Bildungswerk die Bildungseinrichtungen von Gutau. Es gibt auch eine Landesmusikschule – diese ist die Zweigstelle von der Landesmusikschule Pregarten. Für die Nachmittagsbetreuung der Schüler gibt es einen Hort. Zusätzlich besteht eine Mediathek.
Weiters gibt es eine Vertragsärztin in der Gemeinde.
Im Gemeindegebiet existieren die Freiwillige Feuerwehr Gutau, die Freiwillige Feuerwehr Erdmannsdorf und die Freiwillige Feuerwehr Selker-Neustadt, die für den Brandschutz und die allgemeine Hilfe sorgen.

## Politik

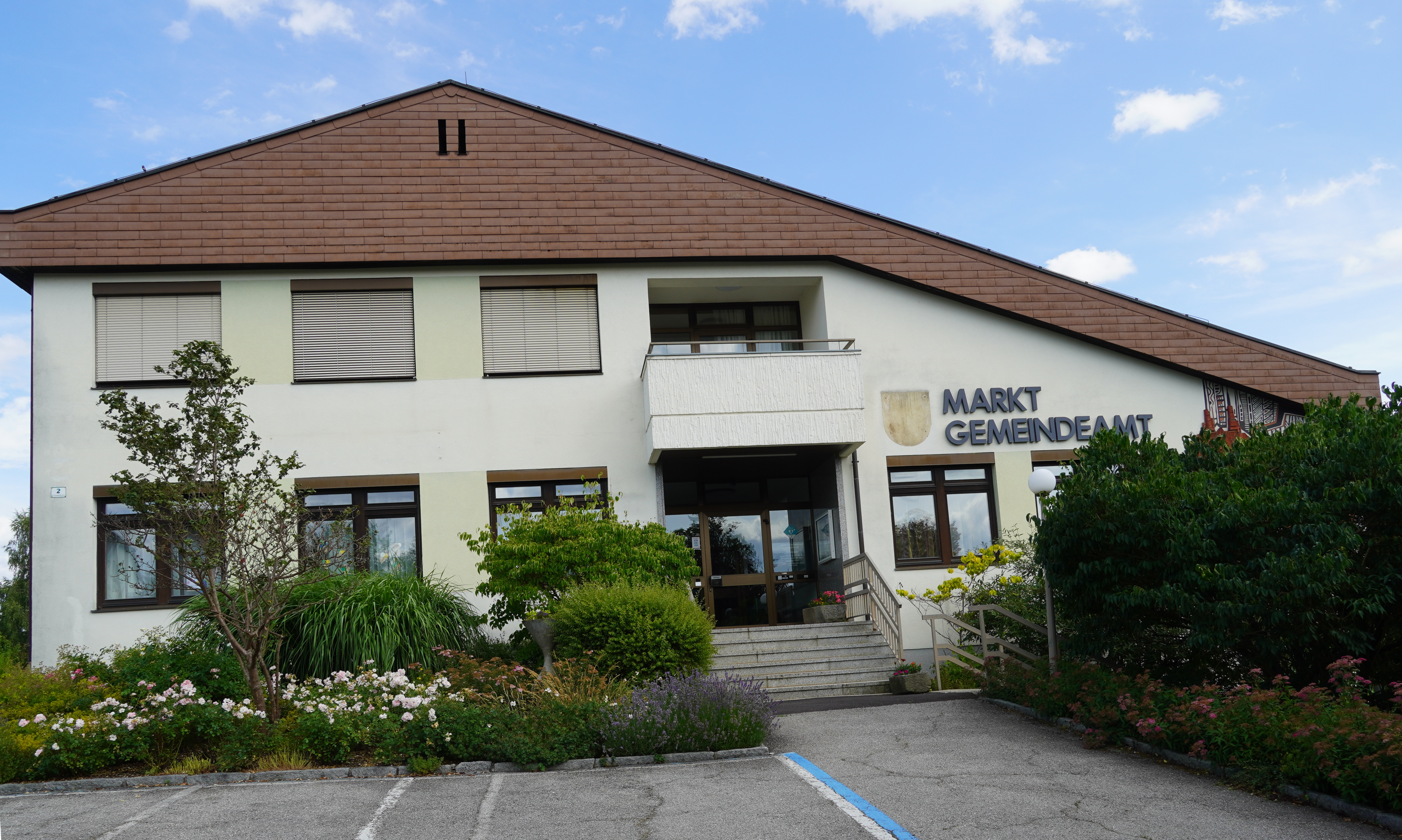
Marktgemeindeamt Gutau

### Gemeinderat
Der Gemeinderat besteht aus 25 Mitgliedern.
- Mit den Gemeinderats- und Bürgermeisterwahlen in Oberösterreich 1997 hatte der Gemeinderat folgende Verteilung: 14 ÖVP, 9 SPÖ und 2 FPÖ.[17]
- Mit den Gemeinderats- und Bürgermeisterwahlen in Oberösterreich 2003 hatte der Gemeinderat folgende Verteilung: 12 ÖVP, 12 SPÖ  und 1 FPÖ.[18]
- Mit den Gemeinderats- und Bürgermeisterwahlen in Oberösterreich 2009 hatte der Gemeinderat folgende Verteilung: 12 SPÖ, 11 ÖVP und 2 FPÖ.[19]
- Mit den Gemeinderats- und Bürgermeisterwahlen in Oberösterreich 2015 hatte der Gemeinderat folgende Verteilung: 12 SPÖ, 10 ÖVP und 3 FPÖ.[20]
- Mit den Gemeinderats- und Bürgermeisterwahlen in Oberösterreich 2021 hat der Gemeinderat folgende Verteilung: 14 SPÖ, 9 ÖVP und 2 FPÖ.[21]

### Bürgermeister
- 1850 bis 1860 Josef Englauer
- 1860 bis 1861 Franz Lung
- 1861 bis 1864 Franz Jungwirth
- 1864 bis 1867 Josef Englauer
- 1867 bis 1867 Franz Jungwirth
- 1867 bis 1870 Johann Altzinger
- 1870 bis 1876 Johann Madner
- 1876 bis 1876 Johann Rueskäfer
- 1876 bis 1885 Johann Hackl
- 1885 bis 1897 Johann Kiesenhofer
- 1897 bis 1900 Franz Altzinger
- 1900 bis 1919 Franz Wagner
- 1919 bis 1923 Ludwig Pils
- 1923 bis 1929 Josef Eglauer
- 1929 bis 1929 Josef Altzinger
- 1929 bis 1936 Florian Reisinger
- 1936 bis 1936 Andreas Gebetsberger
- 1936 bis 1938 Josef Etzelsberger
- 1938 bis 1938 Gottfried Pils
- 1938 bis 1938 Josef Englauer
- 1938 bis 1939 Friedrich Nowak
- 1939 bis 1942 Franz Stütz
- 1942 bis 1945 Johann Pöll
- 1945 bis 1945 Johann Hackl
- 1945 bis 1945 Friedrich Schuh
- 1945 bis 1959 Johann Lamplmair
- 1959 bis 1973 Josef Lindner
- 1973 bis 1991 Franz Tunkl
- 1991 bis 1995 Anton Binder
- 1995 bis 2003 Fritz Gerhartinger[22]
- seit 2003 Josef Lindner (SPÖ)[23]

### Wappen
Blasonierung: In Rot eine silberne, aufgerichtete Hirschkuh (Hindin), durchbohrt von einem schwarzen, schräglinks nach oben gerichteten Pfeil.
Erklärung: Das Gemeindewappen ist abgeleitet vom Heiligen St. Ägidius, der als Einsiedler im Wald lebte und von einer Hirschkuh mit Milch versorgt wurde. Diese wurde aber von einem Adeligen mit einem Bogen verletzt und der heilige St. Ägidius kümmerte sich dann um sie. Die Verleihung des Gemeindewappens ist nicht bekannt. Der älteste Abdruck des Siegels mit der Umschrift S . MARCKHT . ZV . GVETTAW findet sich auf einem Erlaßschein aus dem Jahr 1598. Die Gemeindefarben werden ohne formelle Genehmigung geführt. Die Gemeindefarben sind Rot-Weiß.

## Persönlichkeiten
- Klothilde Rauch (1903–1990), Bildhauerin
- Vinzenz Kotzina (1908–1988), Politiker, Bundesminister für Bauten und Technik
- Alfred Höllhuber (1919–2008), Regional- und Heimatforscher
- Michael Lindner (* 1983), Politiker (SPÖ), Vorsitzender der SPÖ Oberösterreich, ehem. Mitglied des Bundesrats